# 25399 Воннеґут
25399 Воннеґут (25399 Vonnegut) — астероїд головного поясу, відкритий 11 листопада 1999 року.
Тіссеранів параметр щодо Юпітера — 3,310.
Названо на честь Курта Воннеґута (англ. Kurt Vonnegut, Jr., 1922 — 2007) — американського письменника-фантаста.